# Гельма Сандерс-Брамс
Гельма Сандерс-Брамс (нім. Helma Sanders-Brahms, 20 листопада 1940, Емден — 27 травня 2014, Берлін) — німецька кінорежисерка, сценаристка і кінопродюсерка, феміністка другої хвилі.

## Життєпис
Народилася 20 листопада 1940 року. Навчалася акторської майстерності в Ганновері в 1960-62 роках, також вивчала німецьку, англійську педагогіку в Кельні з 1962 по 1965 рік. Її рання кар'єра включала роботу телевізійної дикторки та моделі. Під час поїздки в Італію в 1967 році інтерувалась у П'єра Паоло Пазоліні та Серджо Корбуччі, цей досвід став вирішальним у виборі займатись кіновиробництвом. Починаючи з 1969 року, знімала власні фільми, записувала власні сценарії й продюсувала багато своїх фільмів. Її кіновиробництво складалося з художніх та документальних фільмів, і багато з її фільмів містять сильний автобіографічний компонент.
Ранні фільми критично зачіпають теми праці, міграції та становища жінок в Західній Німеччині. Under the Pavement Lies the Strand був центральним фільмом для німецького жіночого та студентського руху, а також для свого прояву, як режисерки і феміністської кінематографіста. Суперечливий для телебачення фільм Shirin’s Wedding зобразив трагічну загибель турецького мігранта в Німеччині й розглядав питання примусового шлюбу. Сандерс-Брамс проявляла особливу симпатію до робіт Генріха фон Клейста: принаймні три її фільми або засновані, або явно посилаються на цього автора.
Здобула міжнародне визнання з фільмом Germany, Pale Mother, який зачіпає досвід німецьких жінок під час і після нацистського періоду. Як режисерка руху «Нове німецьке кіно», зосереджувала сценарії на проблемах лівих політичних партій.
Останній театральний фільм Geliebte Clara («Кохана Клара») стосувався любовного трикутника між Робертом Шуманом, Кларою Шуман і Йоганнесом Брамсом, що був її далеким родичем. Пізніше зняла свою останню роботу, телевізійний документальний фільм So wie ein Wunder, про музиканта Вернера Хеймана. Фільм показали на німецькому телебаченні у 2012 році.
Фільми Сандерс-Брамс належать до числа найвизначніших з нового німецького кіно, були нагороджені багатьма нагородами на фестивалях в усьому світі. 1982 року була членкинею журі на 32-му Берлінському міжнародному кінофестивалі.
Була нагороджена офіцером французького ордена мистецтв і літератури та членством Академії мистецтв в Берліні.
Померла в Берліні 27 травня 2014 року від раку у віці 73-х років.

## Спадщина
За кордоном високо оціненою кінокритикою таких країн, як США, Франція, Японія та Сполучене Королівство. Однак в Німеччині її роботи розглядали під іншим кутом. Німецькі критики розглядали її фільми, як «важкі» і «заплутані». Незадовго до смерті Гельма Сандерс-Брамс сказала: “Перш ніж я помру, я просто хочу зробити останню спробу врятувати мої фільми від забуття в моїй країні й сказати: принаймні, погляньте на них.”

## Вибрана фільмографія
- Under the Pavement Lies the Strand(Unter dem Pflaster ist der Strand) (1975)
- Das Erdbeben in Chili (1975, TV film)
- Heinrich (1977)
- Німеччина, бліда мати (1980)
- No Mercy, No Future(Die Berührte) (1981)
- The Future of Emily(Flügel und Fesseln) (1984)
- Laputa (1986)
- Felix (Segment: "Er am Ende") (1988)
- Apple Trees (1992)
- Mein Herz – niemandem! (1997)
- Geliebte Clara (2008)